# 張伯苓
張 伯苓（ちょう はくれい）は中華民国の教育家・政治家。南開大学の創設者の1人で、考試院長も務めた。名は寿春だが、字の伯苓で知られる。

## 事跡

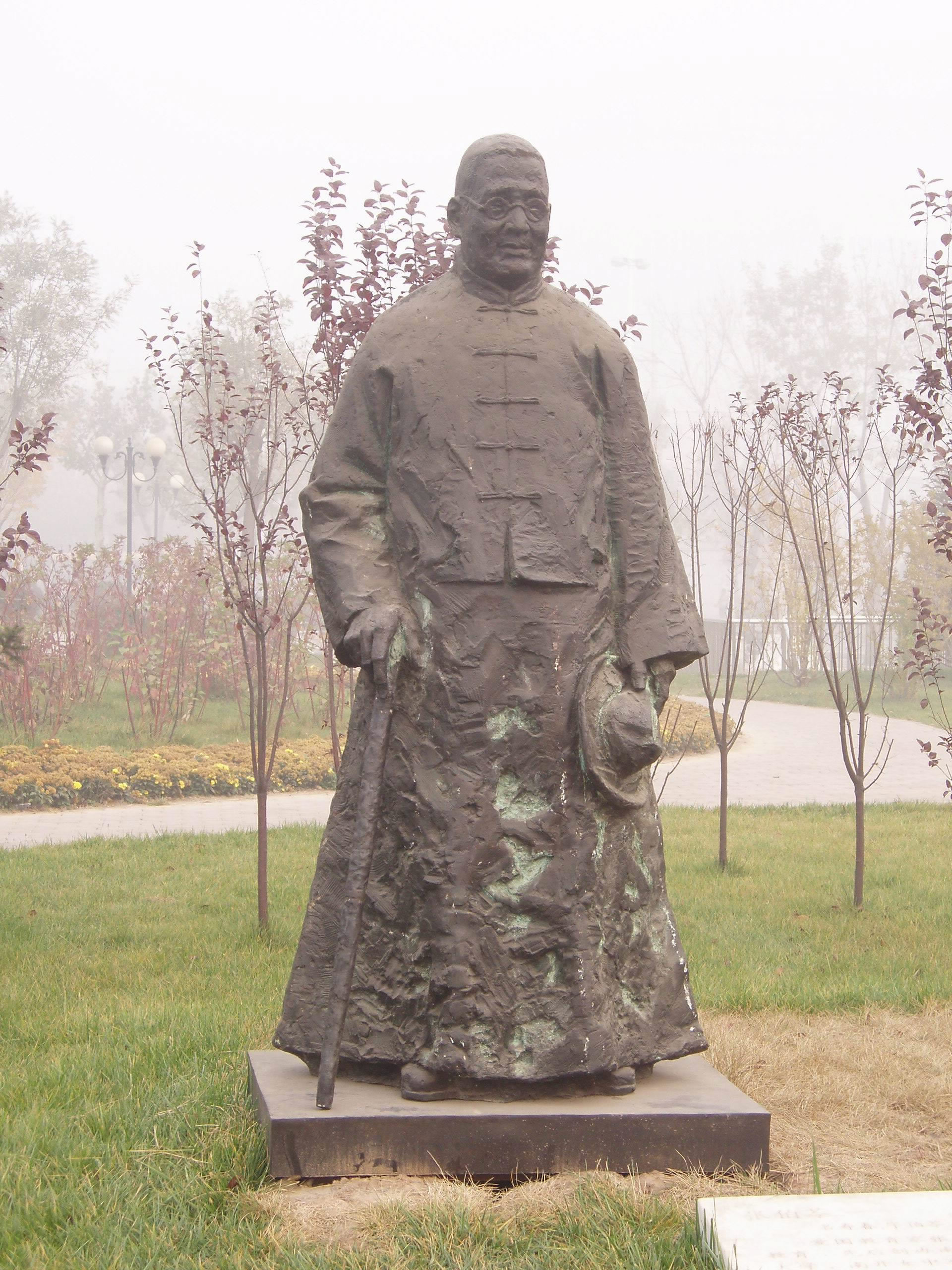
張伯苓像

秀才の家庭に生まれる。弟に、世界人権宣言起草委員会の中華民国代表となった張彭春がいる。
1892年（光緒28年）、北洋水師学堂に入学して操舵術を習得し、5年後に卒業して海軍士官となった。その後は教育界に転じ、厳修の下で新学を学ぶ。1904年（光緒30年）、教育事業の視察のために日本へ向かう。帰国後は南開中学堂などの創設に参加した。
1917年（民国6年）、アメリカのコロンビア大学でジョン・デューイやエドワード・ソーンダイクのもと教育学の研究を行った。翌年冬の帰国後は、南開大学の創設準備に奔走する。1919年（民国8年）の正式開校にこぎつけた。1923年（民国12年）には、南開女子中学を開校した。
日中戦争勃発後の1938年（民国27年）1月に、教育機関が昆明に移転する。南開大学は、北京大学・清華大学と連合して西南聯合大学を組織し、張伯苓は校務委員会常務委員となった。また、重慶に移転してきていた南開中学校長もつとめている。同年、国民参政会副議長となり、蔣介石を積極的に支持する姿勢を示した。
1945年（民国34年）には、中国国民党第6回代表大会で、中央監察委員に選出されている。しかし、日中戦争終結後になると、張伯苓は中国共産党との内戦に進もうとする国民党に不信を抱くようになる。それでも1948年（民国37年）6月には、考試院長に任命された。
国共内戦で国民党が敗北すると、張伯苓は蔣介石らにこれ以上追随せず、大陸に留まった。中華人民共和国成立時には、周恩来に祝電を送っている。
1951年2月23日、天津で死去。享年76（満74歳）。